# ونیک ترار
ونیک ترار (به انگلیسی: Vanike Tarar) یک منطقهٔ مسکونی در پاکستان است که در پنجاب (پاکستان) واقع شده‌است.

## خصوصیات
ونیک ترار ۲۵ کیلومترمربع مساحت دارد ۲۱۰ متر بالاتر از سطح دریا واقع شده‌است.